# سونیک و ناکلز
سونیک و ناکلز (به انگلیسی: Sonic & Knuckles) یک بازی ویدئویی در سبک سکوبازی است که توسط سونیک تیم توسعه یافته و بوسیله‌ی شرکت سگا در ۱۸ اکتبر ۱۹۹۴ برای کنسول سگا جنسیس منتشر شده‌است. این چهارمین قسمت از مجموعه بازی‌های سونیک به‌شمار می‌رود که در سال ۱۹۹۴ و پس از موفقیت بالای سونیک خارپشت ۲، شرکت سگا این بازی را با ساخت سونیک خارپشت ۳ ادامه داد. با آنکه هنوز سونیک ۳ به‌طور کامل به فروش نرسیده بود و برای این بازی تبلیغ می‌شد، سگا ابتکار و نوآوری خود را نشان داد. در ادامه سونیک ۳، بازی سونیک و ناکلز نیز روانه بازار شد. این ۲ بازی از لحاظ گرافیک و گیم پلی هیچ تفاوتی با هم نداشتند؛ و این به دلیل ترکیب ۲ بازی مجزا با هم بود. در سونیک ۳، بازیکن محدود به انتخاب ۲ شخصیت سونیک خارپشت و تیلز بود و در سونیک و ناکلز محدود به انتخاب سونیک یا ناکلز. با ترکیب این دو بازی امکان بازی با هر سه شخصیت در تمامی مراحل هر دو سونیک به وجود می‌آمد.
این بازی با حضور چهار شخصیت اصلی این مجموعه، یعنی سونیک خارپشت، تیلز، ناکلز و دکتر اگمن یکی از ماندگارترین بازی‌های سگا است.